# John Travis
John Travis é um diretor de filmes pornográficos gays que começou sua carreira no inicio da década de 1970 em São Francisco. Ele começou dirigindo pela Falcon Entertainment, Brentwood Studios, Huge Video e Catalina Video. Ele fundou em 1993 a Studio 2000 com o produtor Scott Masters.  Travis é mais famoso por ter descoberto o ator Jeff Stryker, conhecido mundialmente por suas atuações em filmes pornográficos gays.